# Alkoholna krpica
Alkoholne krpice se uporabljajo za razkuževanje in so namenjene za manjše površine. Krpice se uporabljajo predvsem v medicini in farmaciji za razkuževanje medicinskih pripomočkov ter orodja. Uporabljajo se tudi v proizvodnji zdravil ter živil, kjer so namenjene za bolj fino čiščenje proizvodnih površin ter orodja. Alkoholne krpice so večinoma prepojene s propanolom ter etanolom. Obstaja več vrst krpic, ki se razlikujejo po velikosti in vsebnosti alkohola.